# Шабатура Стефанія Михайлівна

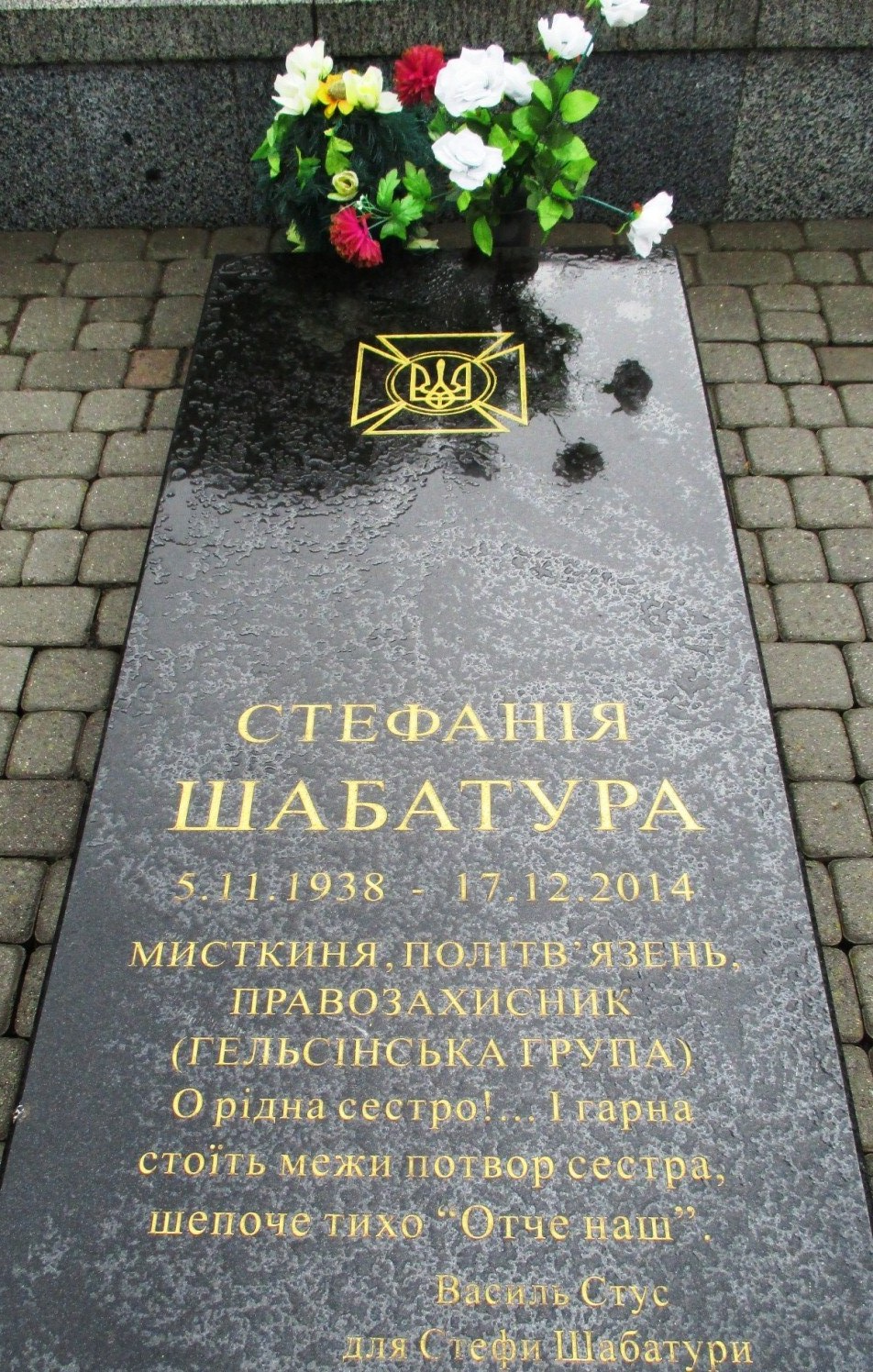
Надгробок Стефанії Шабатури на полі 67 Личаківського цвинтаря у Львові

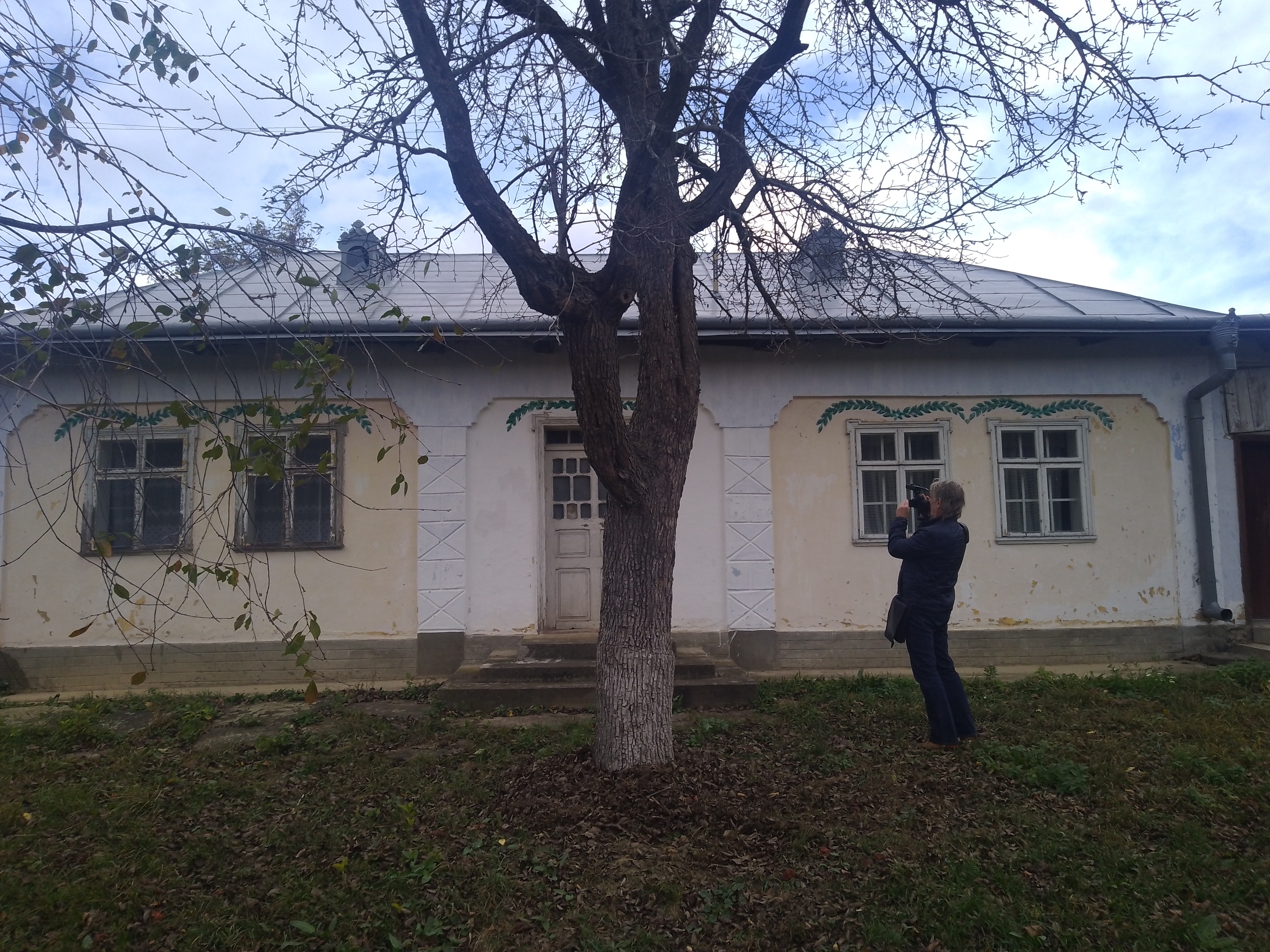
Будинок у родинному селі Стефанії та Ганни Шабатур

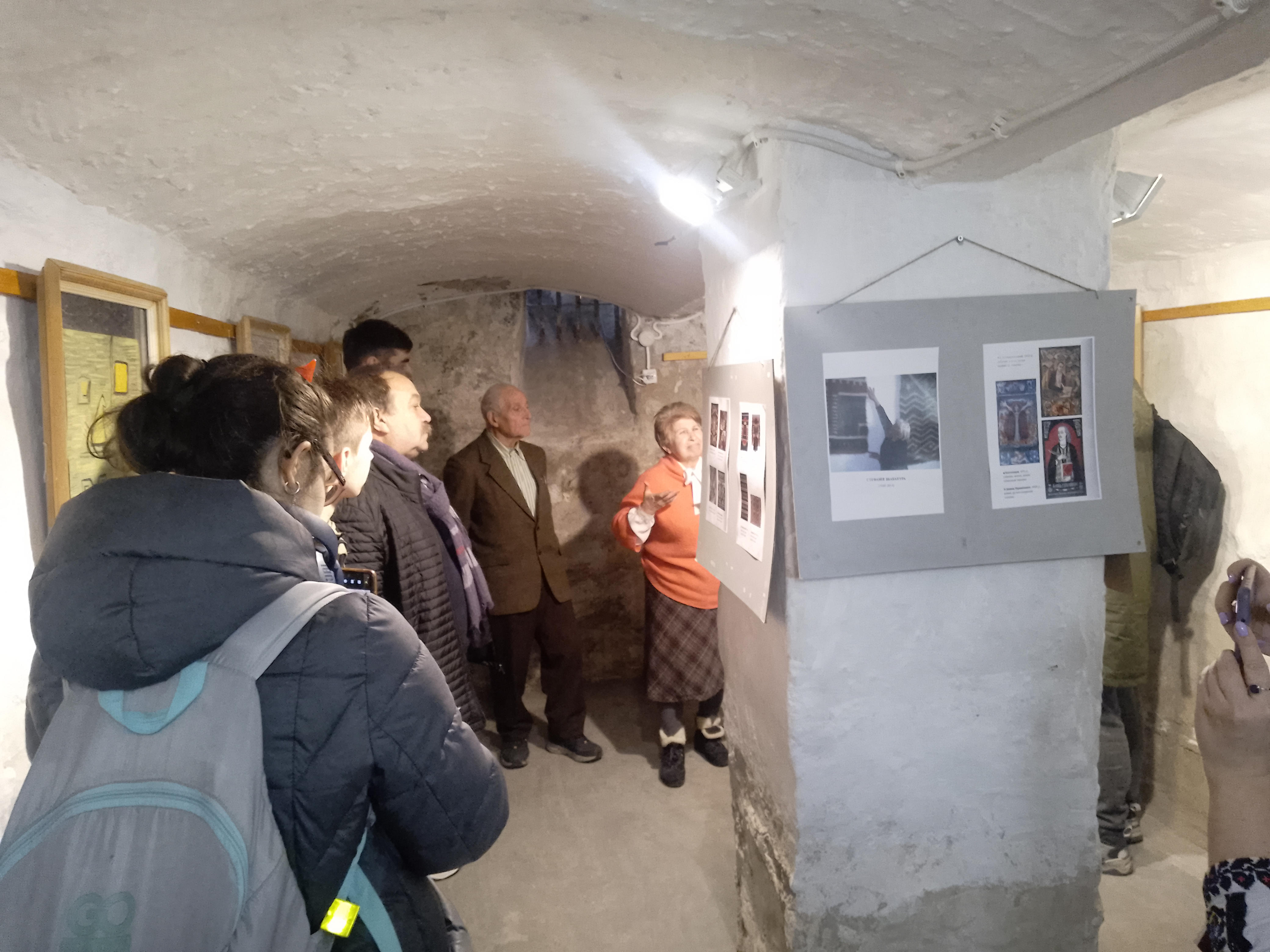
Відкриття виставки «Світло Стефанії Шабатури» в Тернопільському історикоко-меморіальному музеї політичних в'язнів

Стефа́нія Миха́йлівна Шабату́ра  (5 листопада 1938, Іване-Золоте, Заліщицький район, Тернопільська область — 17 грудня 2014, Львів) — українська мисткиня-килимарка, багаторічна політична арештантка радянських часів, член Української Гельсінської групи. Донька Ганни Шабатури.

## Життєпис
Стефанія Шабатура народилася 5 листопада 1938 року в селі Іване-Золотому Тернопільської області. Батько Стефанії Шабатури загинув на війні. Мати Анна — знана народна художниця та майстриня.
Закінчила Львівське художнє училище (1961) та Львівський інститут прикладного та декоративного мистецтва (1967).
Працювала художницею в текстильній промисловості. Проєктувала і ткала гобелени й брала участь у численних виставках, зокрема в Республіканській виставці-ярмарку 1971 в Києві. Про її творчість написано в 6 томі «Історії мистецтва України».
Член Спілки художників України у 1969—1972 рр..
Брала участь у роботі львівського Клубу творчої молоді «Пролісок» (КТМ), розповсюджувала самвидав. У 1970 році разом із групою львівських письменників і художників виступила на захист Валентина Мороза і добивалася дозволу бути присутньою на його суді.
Була членом Української Гельсінської групи. Співавтор листів і звернень до міжнародних і радянських організацій.
12 січня 1972 року КДБ заарештував С. Шабатуру за підозрою в «антирадянській діяльності» (разом з Іриною Калинець, Михайлом Осадчим, В'ячеславом Чорноволом).
5 березня 1972 року на засіданні правління Львівської організації Спілки художників України С. Шабатуру виключили зі СХУ.

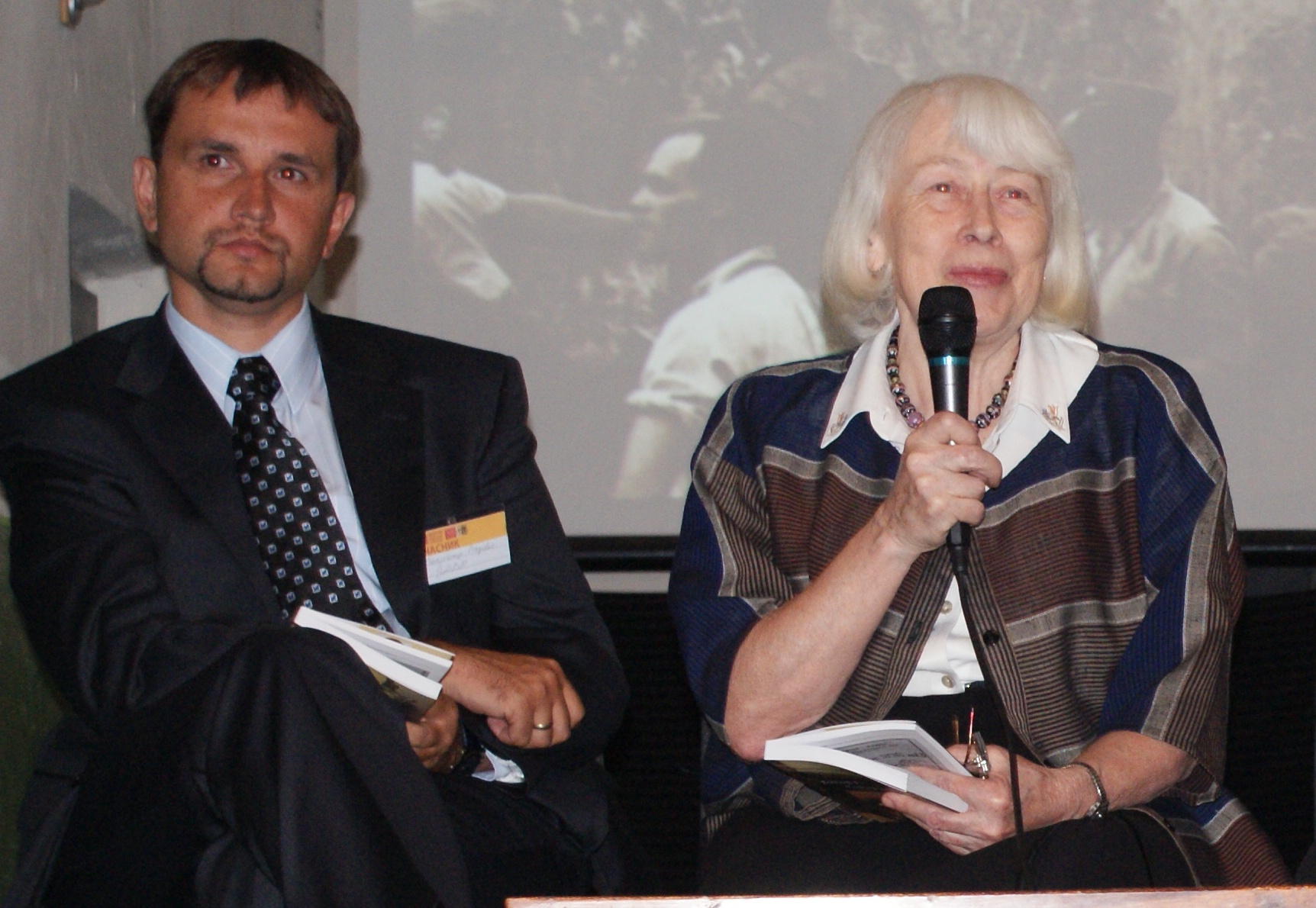
Стефанія Шабатура та Володимир В'ятрович, вересень 2011 року.

Того ж року її засудили у Львові за «антирадянську агітацію і пропаганду» за статтею 62 частини 1 КК УРСР на 5 років таборів суворого режиму і 3 роки заслання. Термін покарання відбувала в жіночому концтаборі ч. 3—4 (Мордовська АРСР), на засланні — у селі Макушино Курганської області.
Брала активну участь у протестних акціях в'язнів.
КДБ знищив 70 екслібрисів і понад 150 рисунків Шабатури.
2 грудня 1979 року закінчився термін заслання Стефанії Шабатури і вона повернулася в Україну. Мешкала у Львові під адміністративним наглядом. У кінці 1980-х рр. була активісткою Львівських організацій «Меморіалу» та Народного Руху України, брала участь у боротьбі за відродження репресованої УГКЦ.
Протягом 1990—1995 рр. була депутатом першого демократичного скликання Львівської міської ради. Саме рада цього скликання 3 квітня 1990 року ухвалила рішення здійняти синьо-жовтий прапор на будівлі міської Ратуші. Прапор урочисто підняли депутати Стефанія Шабатура, Зеновій Саляк та Євген Шморгун.
З 1991 року була головою Марійського товариства «Милосердя».
Померла 17 грудня 2014 року в 76-річному віці у Львові, похована 19 грудня на полі 67 Личаківського цвинтаря

## Твори
І. Калинець, І. Сеник, С. Шабатура. Нездоланний дух: Вірші. — Балтимор: Смолоскип, 1977.

## Державні нагороди

Обкладинка альбому «Стефанія Шабатура: нескорений дух творчості» (Видавництво «Смолоскип», 2017)

- Орден «За мужність» I ст. (8 листопада 2006) — за громадянську мужність, самовідданість у боротьбі за утвердження ідеалів свободи і демократії та з нагоди 30-ї річниці створення Української Громадської Групи сприяння виконанню Гельсінкських угод[13].
- Орден княгині Ольги II ст. (23 червня 2009) — за вагомий особистий внесок у розвиток конституційних засад української державності, багаторічну сумлінну працю, високий професіоналізм у захисті конституційних прав і свобод людини і громадянина[14]
- Орден княгині Ольги III ст. (4 березня 1999) — за самовіддану працю, високу професійну майстерність, активну громадянську позицію[15]

## Ушанування пам'яті
- У 2016 році у видавництві «Смолоскип» вийшов альбом «Стефанія Шабатура: вибрана палітра кольорів з мозаїки життя і творчості» (упорядниця Соломія Дяків). ISBN 978-617-7173-44-0
- У 2017 році у видавництві «Смолоскип» вийшов альбому «Стефанія Шабатура: нескорений дух творчості» (упорядниця Соломія Дяків). ISBN 978-966-2164-90-9[16].
- 5 листопада 2018 року на державному рівні в Україні відзначається пам'ятна дата — 80 років з дня народження Стефанії Шабатури (1938—2014), художниці, політв'язня радянського режиму, члена Української Гельсінської групи.[17] У рамках XV Мандрівного міжнародного фестивалю документального кіно про права людини DOСUDAYS UA в бібліотеці-музеї «Літературне Тернопілля» відбулася презентація альбому «Стефанія Шабатура: нескорений дух творчості» та книги «Стефанія Шабатура: вибрана палітра кольорів з мозаїки життя і творчості»(2018)[18][19][20].
- На честь Стефанії Шабатури названа вулиця у Франківському районі міста Львова.
- У 2021 році у видавництві «Смолоскип» вийшла книга «Стефанія Шабатура: життя, окрилене стремлінням духу. Спогади. Вибрані статті» (упорядниця Соломія Дяків).
- У листопаді 2023 року в Заліщицькій міській бібліотеці відбулася конференція пам'яті «Гортаючи сторінки життя…» присвячена 85-річчю від дня народження Стефанії Шабатури[21][22][23]
- 27 лютого 2024 року в Тернопільському історико-меморіальному музеї політичних в'язнів відкрилася виставка «Світло Стефанії Шабатури» в межах Мандрівного фестивалю документального кіно про права людини Docudays UA[24][25].
- 5 листопада 2024 року в Музеї національно-визвольної боротьби Тернопільщини відбувся вечір-портрет видатної художниці «Нескорений дух палаючого серця»[26][27][28].